# Alexander Wiktorowitsch Dedjuschko
Alexander Wiktorowitsch Dedjuschko (russisch Александр Викторович Дедюшко; belarussisch Аляксанд(а)р Дзядзюшка; * 20. Mai 1962 in Waukawysk, Belarussische SSR; † 3. November 2007 in Petuschki, Oblast Wladimir, Russland) war ein russischer Schauspieler.
Von 1989 bis 1995 spielte Dedjuschko am Theater von Wladimir. Danach begann eine Karriere als Filmschauspieler, Sänger und Moderator von Fernsehsendungen, unter anderem von „Танцы со звёздами“ (Tanzy so swosdami), der russischen Version von Dancing with the Stars.
Ab 1999 war Dedjuschko in zweiter Ehe mit der Schauspielerin Swetlana Tschernyschkowa (* 1976) verheiratet. Auch der gemeinsame Sohn Dmitri (* 1999) hatte bereits erste Filmrollen. Am 3. November 2007 kam die Familie in der Oblast Wladimir bei einem Autounfall auf eisglatter Fahrbahn ums Leben. Ihr Grab befindet sich auf dem Friedhof Trojekurowo.

## Filmografie
- 1998: Der Barbier von Sibirien (Сибирский цирюльник)
- 2000: DMB (ДМБ)
- 2009: Taras Bulba (Тарас Бульба)